# Dancing Dots
Dancing Dots était un studio français de développement de jeux vidéo créé en 2005 et disparu en 2012.

## Jeux
- 2006 - Winter Challenge (PC), édité par Focus Home Interactive
- 2007 - Ride ! Équitation Nouvelle Génération (PC), édité par SdLL
- 2008 - My Baby Girl (DS), édité par Nobilis
- 2008 - My Baby Boy (DS), édité par Nobilis
- 2008 - Tecktonik World Tour (DS), édité par Deep Silver
- 2008 - Horse Life : Amis pour la vie (PC), édité par Deep Silver
- 2008 - Brico Utile (DS), édité par Neko
- 2009 - My Baby 2 : Mon bébé a grandi (DS), édité par Nobilis
- 2009 - iWater Flow (iOS), édité par Bulkypix
- 2010 - Quickpick Farmer (DSiWare)
- 2010 - My Baby 3 & Friend (DS), édité par Nobilis
- 2012 - Léa Passion : Bébés 3D (3DS), édité par Ubisoft
- 2012 - Rotastic (PC, Xbox, PS3), édité par Focus Home Interactive et réédité sous les noms Knights of the Round Cable et Super Knights sur iOS et Android par Chillingo